# دوغ هوغ
دوغ هوغ (بالإنجليزية: Doug Hogue)‏ هو لاعب كرة قدم أمريكية أمريكي، ولد في 1 فبراير 1989 في يونكيرس في الولايات المتحدة.

## وصلات خارجية
- دوغ هوغ على موقع إي إس بي إن.كوم (أن.أف.أل)3
- دوغ هوغ على موقع مرجع كرة القدم المحترفة.كوم (الإنجليزية)
- دوغ هوغ على موقع كلية كرة القدم في سبورتس رفرنس.كوم (الإنجليزية)